# Света Петка (Бойково)
„Света Петка“ е български православен параклис в село Бойково, област Пловдив.
Светилището се намира на североизток от селото и до него се стига по черен път.
Първоначално параклисът не е съществувал в сегашния му вид. Имало е светилище на името на света Петка, означено с камъни и голяма плоча отгоре. През 1997 година е изградена стабилна постройка и параклисът е осветен.
Представлява едноапсидна правоъгълна постройка с двускатен керемиден покрив. Стените са покрити с икони. Пред параклиса има прекрасна поляна и дървена пейка за почивка. Светилището е целогодишно отключено и предлага на своите посетители свещи и кибрит.
На празника Петковден (14 октомври) се извършва водосвет и се прави курбан.